# Gleicheniaceae
Ver Pteridophyta para una introducción a las plantas vasculares sin semilla
Las gleicheniáceas (nombre científico Gleicheniaceae) son una familia de helechos que en la moderna clasificación de Christenhusz et al. 2011 pertenece al orden Gleicheniales. Esta familia es monofilética.

## Taxonomía
Introducción teórica en Taxonomía
La clasificación más actualizada es la de Christenhusz et al. 2011 (basada en Smith et al. 2006, 2008); que también provee una secuencia lineal de las licofitas y monilofitas.
- Familia 10. Gleicheniaceae C.Presl, Reliq. Haenk.: 1: 70 (1825).  Sinónimo: Stromatopteridaceae Bierh., Phytomorphology 18: 263 (1968).

6 géneros (Dicranopteris, Diplopterygium, Gleichenella, Gleichenia, Sticherus, Stromatopteris).

### ClasificaciónsensuSmithet al.2006
Ubicación taxonómica:
Plantae (clado), Viridiplantae, Streptophyta, Streptophytina, Embryophyta, Tracheophyta, Euphyllophyta, Monilophyta, Clase Polypodiopsida, Orden Gleicheniales, familia Gleicheniaceae.
Hennipman (1996) sugirió la inclusión de Dipteridaceae y Matoniaceae en Gleicheniaceae. Sin embargo Smith et al. (2006) mantienen a las familias divididas, debido a sus diferencias morfológicas distintivas.
6 géneros:
- Dicranopteris
- Diplopterygium
- Gleichenella
- Gleichenia
- Sticherus
- Stromatopteris

Cerca de 125 especies.

## Filogenia
Introducción teórica en Filogenia
Monofilético (Hasebe et al. 1995, Pryer et al. 1995, 2001a y 2004b).

## Ecología y Evolución
El registro fósil comienza en el Cretácico. Hay fósiles del Jurásico y también más antiguos, que pueden pertenecer a los Gleicheniales o representar ancestros de Gleicheniáceas extintas.
Pantropicales.

## Caracteres
Con las características de Pteridophyta.
Rizomas con una protostela "revitalizada", o raramente una solenostela.
Hojas de crecimiento indeterminado, láminas divididas pseododicotómicamente (excepto Stromatopteris). Venación libre, soros abaxiales, nunca marginales. 5 a 15 esporangios por soro. Esporangios redondos, sin indusio, con un anillo transversal-oblicuo. Esporangios madurando simultáneamente dentro de los soros. 128-800 esporas por soro.
Esporas globosas-tetraédricas o bilaterales.
Gametofitos verdes, superficiales, con pelos con forma de garrote.
Número de cromosomas: x = 22, 34, 39, 43, 56.

### Otros proyectos wikimedia
- Wikimedia Commons alberga una categoría multimedia sobre Gleicheniaceae.
- Wikispecies tiene un artículo sobre Gleicheniaceae.